# Gorm Christiaan van Denemarken

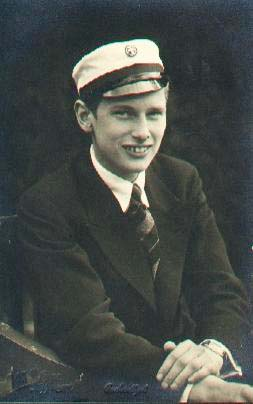
Prins Gorm Christiaan van Denemarken

Gorm Christiaan Frederik Hans Harald van Denemarken (Jægersborghus, 24 februari 1919 - Kopenhagen, 26 december 1991) was een Deense prins uit het Huis Sleeswijk-Holstein-Sonderburg-Glücksburg. 
Hij was het vierde kind en de oudste zoon van prins Harald van Denemarken en Helene Adelheid van Sleeswijk-Holstein-Sonderburg-Glücksburg en alzo een kleinzoon van koning Frederik VIII. 
Prins Gorm Christiaan was ongetrouwd en diende als officier in de Deense marine.